# Jean-Baptiste de Belloy
Jean-Baptiste de Belloy-Morangle (ur. 9 października 1709 w Morangles, zm. 10 czerwca 1808 w Paryżu) – francuski duchowny katolicki, kardynał, arcybiskup Paryża,.

## Życiorys
Pochodził z arystokratycznego rodu. Święcenia kapłańskie przyjął 19 grudnia 1733 w Paryżu. 20 grudnia 1751 w Paryżu został wybrany biskupem Glandèves. 30 stycznia 1752 przyjął sakrę z rąk biskupa Étienne-René Potier de Gesvresa (współkonsekratorami byli biskupi Charles de Grimaldi d'Antibes i Lucretius-Henri-François de La Tour du Pin Montauban). 4 sierpnia 1755 przeszedł na biskupstwo Marsylii. W 1790 nie zaakceptował konstytucji cywilnej kleru. W związku tym musiał zaprzestać pełnienia obowiązków biskupa i udał się do Chambly. Nigdy nie wyemigrował jednak z Francji. 10 kwietnia 1802 objął stołeczną metropolię, na której pozostał już do śmierci. 17 stycznia 1803 Pius VII wyniósł go do godności kardynalskiej, a 1 lutego 1805 nadał mu tytuł kardynała prezbitera S. Ioannis ante Portam Latinam.
Został pochowany w Katedrze Notre-Dame w Paryżu.